# Mariah May
Mariah May Mead (Islington, 4 de agosto de 1998), mais conhecida pelo nome de ringue Mariah May, é uma lutadora profissional, modelo e atriz inglesa. Ela trabalha atualmente para a WWE, na marca NXT sob o nome de ringue Blake Monroe. Ela é mais conhecida por suas passagens na World Wonder Ring Stardom de 2022 a 2023 e na All Elite Wrestling (AEW) de 2023 a 2025.
May começou sua carreira no wrestling profissional como locutora de ringue em 2018, antes de se tornar lutadora e estrear em 2019. Ela passou a se apresentar em várias promoções independentes, incluindo a Revolution Pro Wrestling, conquistando diversos campeonatos no circuito independente. Ela fez sua estreia na World Wonder Ring Stardom em 2022 e conquistou o título do Goddesses of Stardom Championhip uma vez, ao lado de Mina Shirakawa. Em 2023, ela estreou na AEW, onde foi uma vez campeã mundial feminina da AEW e venceu o Torneio Feminino da Owen Hart Foundation de 2024. Em maio de 2025, Mead deixou a AEW, estreando na WWE no mês seguinte.

## Carreira na luta livre profissional

### Início de carreira (2018–2022)
Antes de se tornar uma lutadora profissional, Mead começou sua carreira como locutora de ringue, onde se apresentou em vários shows ao longo de 2018.
Em 2 de fevereiro de 2019, May fez sua estreia nos ringues como lutadora profissional sob o nome de ringue Mariah May, enfrentando Nina Samuels, do NXT UK. Embora tenha sido inicialmente sem sucesso em sua tentativa, as duas se enfrentaram em uma série de lutas, que se estenderam por várias promoções.
Como uma substituta de última hora, May apareceu no show Chapter 89 da Progress Wrestling em 26 de maio de 2019, marcando sua primeira participação na promoção. Com o show tendo como tema os anos 80, ela se apresentou uma única vez sob a persona inspirada em instrutora de fitness, Mariah Eagan.
Em junho de 2019, May participou de uma série de testes na WWE, que durou três dias, no novíssimo WWE Performance Center do Reino Unido, onde recebeu treinamentos de William Regal, Sarah Stock e outros. No entanto, ela não teve sucesso na tentativa.
Em 29 de fevereiro de 2020, May competiu contra outras cinco adversárias no segundo dia do evento "I Can Do This All Day" da United Wrestling UK. Diante de uma plateia lotada, ela venceu no evento principal e conquistou o Campeonato da United Wrestling, conquistando seu primeiro título no wrestling profissional.
The Glamour retornou ao wrestling após os lockdowns da pandemia de COVID-19 em 26 de junho de 2021. Durante o tempo afastada, Mariah formou uma dupla com a lutadora independente Zoe Lucas, com as duas sendo conhecidas coletivamente como as Dream Dollz. A equipe teve sua primeira luta juntas no TNT Extreme Wrestling.
Essa parceria se aprofundou ainda mais no evento "Live from the Cockpit 51" da Revolution Pro Wrestling. Após Gisele Shaw derrotar Zoe Lucas para reconquistar o Campeonato Indiscutível Feminino da Revolution Pro Wrestling, Mariah May entrou no ringue e emboscou a nova campeã durante uma entrevista pós-luta, consolidando sua chegada em 4 de julho de 2021. Uma rivalidade rapidamente se formou quando The Glamour desafiou Gisele pelo título recém-conquistado em 18 de julho de 2021. Embora não tenha conseguido levar o ouro, essa rivalidade se estenderia para o torneio Queen of the Ring da promoção ainda naquele mês. May, junto com Shaun Jackson e Kenneth Halfpenny, ajudou Zoe Lucas a derrotar Gisele Shaw para conquistar a coroa e o direito de se autodenominar Queen of the Ring da Revolution Pro Wrestling. Pouco depois, a recém-nomeada Princesa da Revolution Pro Wrestling se viu enfrentando a dupla de Gisele Shaw e Hyan ao longo do verão. Esses confrontos culminaram com May desafiando Gisele pelo campeonato novamente em 21 de agosto de 2021, no 9º Aniversário da Rev Pro, em Manchester.
Durante o restante de 2021, May continuou a alcançar sucesso em várias promoções independentes, onde não apenas defendeu com sucesso seu primeiro campeonato, mas também continuou a sua trajetória de vitórias, conquistando mais dois títulos.
Ao entrar em 2022, May encontrou sucesso individual na Revolution Pro Wrestling, conquistando vitórias em combates solo contra Chantal Jordan e Laura Di Matteo.
No show de 7 anos da Ultimate Pro Wrestling, em 30 de janeiro, The Glamour interferiu no evento principal, decidindo o resultado da luta e sendo premiada com seu quarto título simultâneo, o Campeonato Feminino da Big League Wrestling.
No mês seguinte, Mariah iniciou, pela primeira vez, uma série de aparições nos Estados Unidos, começando com um encontro e saudação no Garden State Trading Card Show, em Nova Jersey, onde apareceu ao lado de outras lutadoras, como as ex-lutadoras da WWE AJ Lee e Kaitlyn, Barbi Hayden, Gisele Shaw, Harley Cameron, entre outras. Ela faria sua estreia nos ringues americanos em 26 de março de 2022, no evento "When Worlds Collide" da Battleground Championship Wrestling, derrotando Lady Frost na 2300 Arena, em Filadélfia. Na noite seguinte, ela apareceu no show "All Night Long" da Combat Zone Wrestling, onde competiu novamente antes de viajar para Dallas. Nos três dias seguintes, a partir de 31 de março, Mariah fez aparições consecutivas no WrestleCon, além de participar de combates tanto no Texas Style Wrestling em 1º de abril de 2022 quanto no evento "Cowboys from Hell" da New Texas Pro Wrestling, onde desafiou Raychell Rose pelo Campeonato Feminino da promoção em 2 de abril de 2022.
Após retornar ao Reino Unido, May viajou pela Europa nos meses seguintes, lutando por promoções na Alemanha e na Itália durante abril e maio, respectivamente.
Em 9 de agosto de 2022, May e Harley Cameron se uniram e anunciaram o início de sua nova dupla chamada 'Siren's Fury'.
No que ficou conhecido como Dreamhouse Deathmatch, May enfrentou Harley Hudson no evento de estreia da Sovereign Pro Wrestling, First Reign, em 1º de outubro de 2022, em uma que luta tinha uma única regra: "se fosse rosa, era legal".
Após essa luta, May viajou para o Paquistão, onde, ao longo da semana seguinte, fez parte de uma turnê de mídia, promovendo o Ring of Pakistan e visitando sobreviventes das inundações de 2022 no Paquistão.

### World Wonder Ring Stardom (2022–2023; 2024)

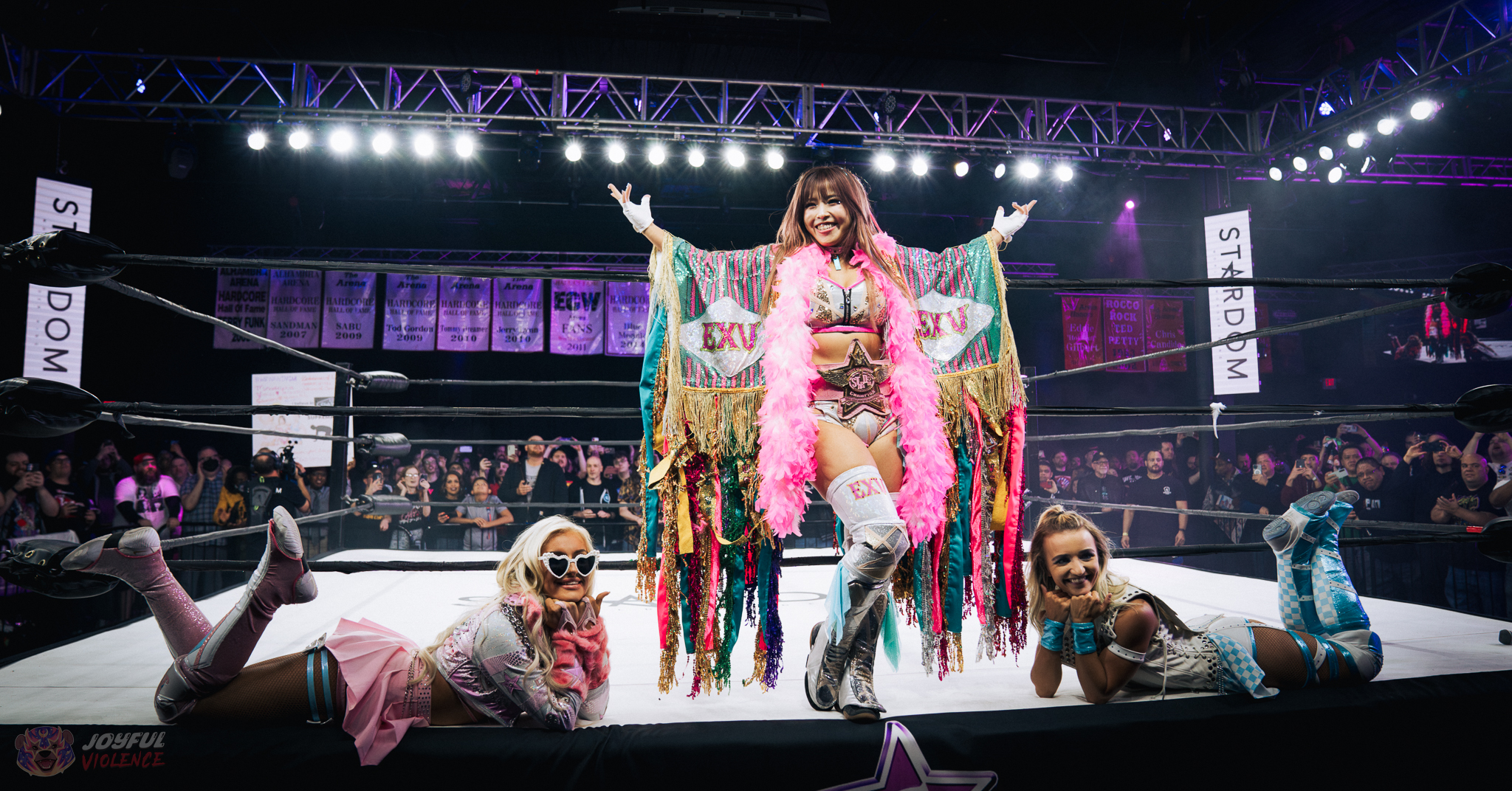
May, ao lado das integrantes do Club Venus, Mina Shirakawa e Xia Brookside, no Stardom American Dream 2024 em abril de 2024.

No Dream Queendom 2 da Stardom, May fez sua estreia no Japão, acompanhando Mina Shirakawa até o ringue, ao lado da retornante Xia Brookside. Mina e Unagi Sayaka, representando os Cosmic Angels, enfrentaram Mai Sakurai e Thekla, do Donna Del Mondo, em uma luta de duplas. Após a vitória de Shirakawa, ela confrontou verbal e fisicamente Sayaka e anunciou a formação de seu próprio trio, que contaria com ela mesma, May e Brookside, e que seria conhecido como Club Venus.
Em uma luta contra Super Strong Stardom Big Machine no New Blood Premium, com Mina Shirakawa em seu córner, May oficialmente se tornou a mais nova membro do Club Venus, adotando um alter ego mascarado com o nome de Sexy Dynamite Princess, e saiu vitoriosa em uma luta individual. Na noite seguinte, em 26 de março, May entrou no Cinderella Tournament 2023, conquistando uma vitória contra Rina. No entanto, sua participação no torneio chegou ao fim na segunda rodada, após uma eliminação sobre a corda superior por Mai Sakurai. Além de competir no All Star Grand Queendom, como uma adição de última hora à transmissão em inglês do evento, May se juntou à equipe de comentaristas, oferecendo suas percepções durante todo o show.
Após a vitória de May e Mina Shirakawa sobre Ami Sohrei e Mirai no Korakuen Hall, as duas membros do Club Venus desafiaram The New Eras pelo Goddesses of Stardom Championship. Unindo forças sob o nome de Rose Gold, May e Shirakawa receberam sua chance pelo título no Sunshine 2023. Com sucesso, elas conquistaram o título, tornando-se as 28ª campeãs Goddesses of Stardom, marcando também o primeiro campeonato de May no Stardom. Após sobreviver a 18 outros adversários em uma luta last chance Rumble, ao lado de Hanan, May se qualificou para participar do 5 Star Grand Prix 2023, onde competiu no bloco Blue Stars. Em 30 de setembro, ela enfrentou sua colega vencedora do last chance Rumble, Hanan, em sua última luta do torneio, que também coincidiu com e serviu como a luta de despedida de May do Stardom.
Em 4 de abril de 2024, May retornou ao Stardom no Stardom American Dream 2024, fazendo equipe com as colegas de Club Venus Mina Shirakawa e Xia Brookside, em uma luta onde saíram derrotadas por Mayu Iwatani, Momo Kohgo e Tam Nakano.

### All Elite Wrestling (2023–2025)

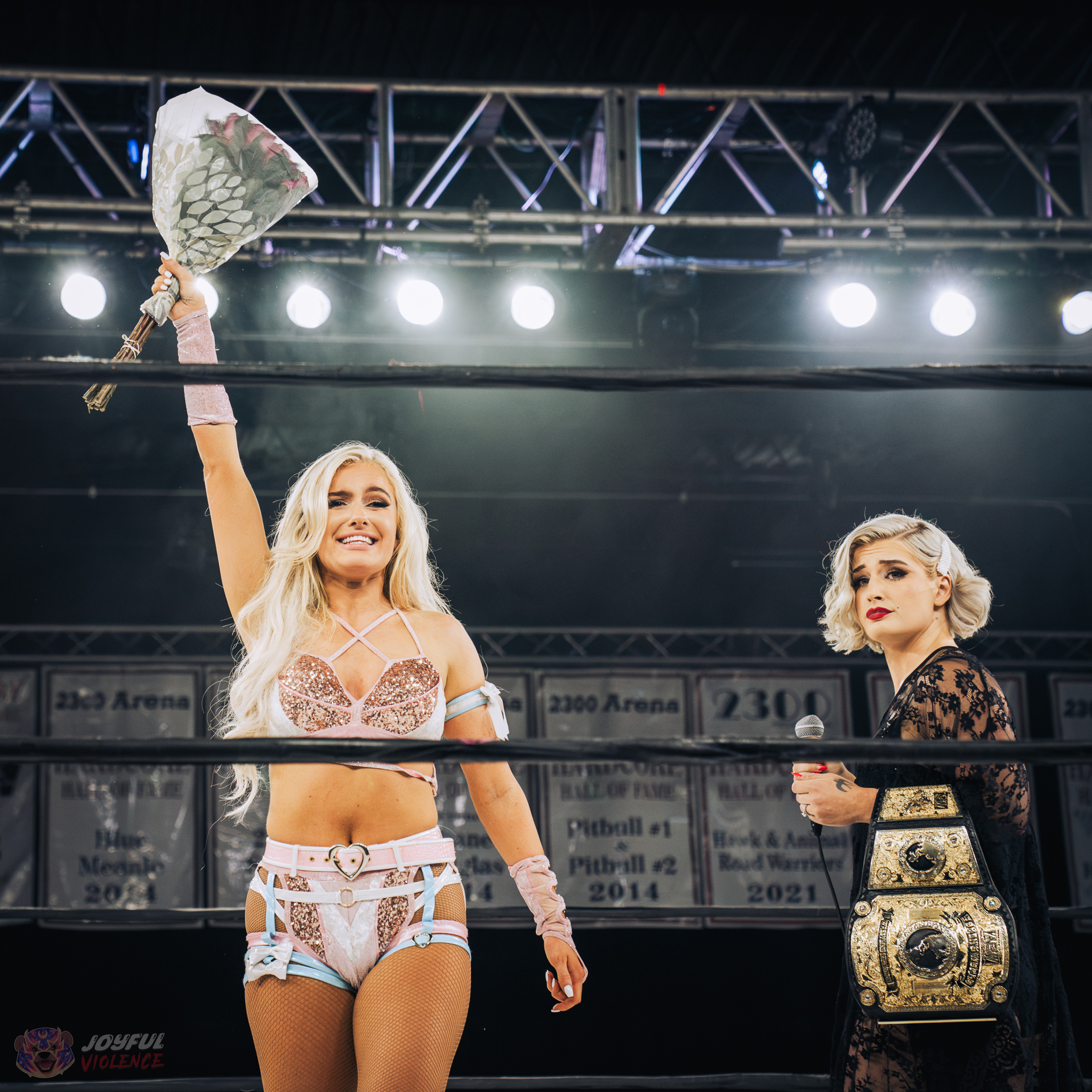
May foi apresentada na programação da AEW em novembro de 2023 como uma fã obcecada por "Timeless" Toni Storm. Mais tarde, May se tornaria sua "aprendiz" e interpretaria "o papel" da persona anterior de Storm, até que May a traiu em julho de 2024.

Na edição de 8 de novembro de 2023 do Dynamite, May foi anunciada como a mais nova contratada da All Elite Wrestling (AEW). Ela foi apresentada em um segmento por RJ City como uma superfã da campeã mundial feminina da AEW, "Timeless" Toni Storm, estabelecendo sua persona de heel. Nos meses seguintes, Storm adotou May como uma "aprendiz" e protegida. Em 3 de janeiro de 2024, no Dynamite, May fez sua estreia nos ringues da AEW, derrotando Queen Aminata. Após a luta, May foi confrontada pela estreante Deonna Purrazzo. No Revolution, May assumiu a antiga persona de "Rockstar" de Storm, incluindo o traje e a música de entrada de Storm, passando a lutar no Dynamite e Collision sob essa persona como uma homenagem à sua mentora. Apesar de ambas, Storm e May, continuarem sendo heels, os fãs começaram a aplaudi-las, transformando-as em tweener. Nas semanas seguintes, Storm e May começaram a lutar contra faces e heels. No Supercard of Honor: Zero Hour, May fez sua estreia na Ring of Honor (ROH), derrotando Momo Kohgo. No episódio de 11 de abril do Dynamite, May derrotou Anna Jay. Após a luta, ela foi salva por sua antiga parceira de dupla do Stardom, Mina Shirakawa, que compartilhou um beijo e champanhe com May, insinuando um possível enredo romântico entre as duas. Mais adiante, May faria uma transição silenciosa para o papel de babyface junto com Storm. Nas semanas que antecederam o Forbidden Door, May foi o centro de um enredo de triângulo amoroso, dividida entre apoiar Storm e Shirakawa, que era a desafiadora ao título de Storm no evento. May acabou permanecendo neutra enquanto as duas competiam pela sua afeição. Após Storm derrotar Shirakawa no Forbidden Door em 30 de junho, May resolveu o conflito com um beijo a três.

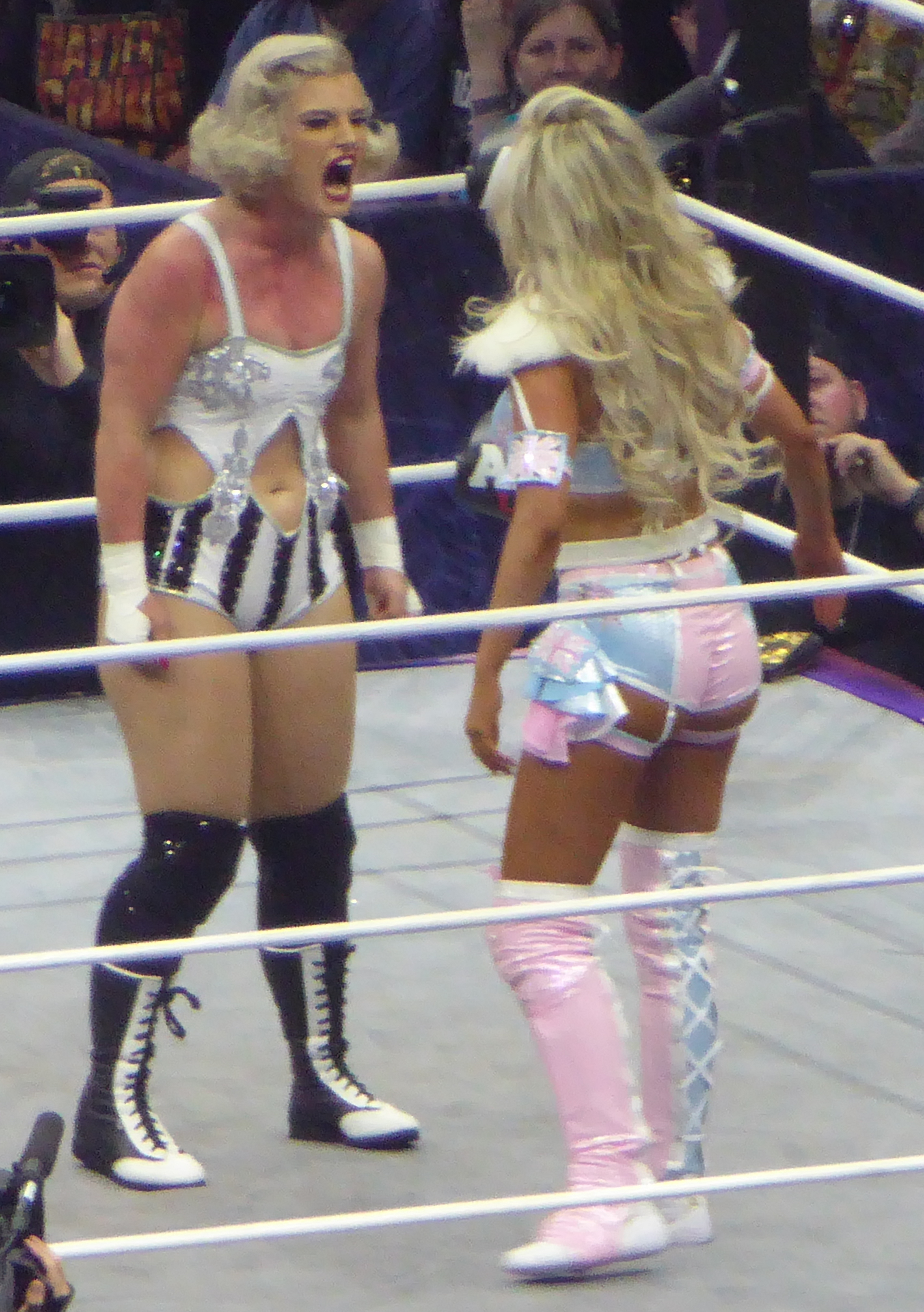
May (direita) derrotou Toni Storm (esquerda) para conquistar o Campeonato Mundial Feminino da AEW em agosto de 2024.

Em junho de 2024, May participou do Owen Hart Foundation Tournament, derrotando Saraya, do The Outcasts, na primeira rodada no Forbidden Door: Zero Hour, e Hikaru Shida na semifinal no Rampage: Beach Break, em 5 de julho. May então derrotou Willow Nightingale para vencer o torneio no episódio de 10 de julho do Dynamite. Com a vitória, ela também garantiu uma luta pelo Campeonato Mundial Feminino da AEW contra sua mentora, Toni Storm, no All In. Imediatamente após vencer a final do torneio, May se virou contra Storm e atacou brutalmente Storm e Luther (o mordomo de Storm no enredo) com o cinturão do Owen Hart Foundation na entrada do ringue, restabelecendo sua persona de heel. May eventualmente passou a se autodenominar como "The Glamour" Mariah May no episódio de 19 de julho do Dynamite. No All In, em 25 de agosto, May derrotou Storm para conquistar o Campeonato Mundial Feminino da AEW pela primeira vez. Em 4 de setembro, no episódio do Dynamite, May defendeu com sucesso seu título em sua primeira defesa, derrotando Nyla Rose. Desde que conquistou o título, May ansiava pelo retorno de Mina Shirakawa para comemorar sua vitória juntas. No episódio de 16 de novembro do Collision, após defender com sucesso seu título contra Anna Jay, May se reencontrou com Shirakawa. No Full Gear, no dia 23 de novembro, May fez uma celebração pela conquista do título ao lado de Shirakawa, mas acabou se virando contra ela. No Dynamite: Winter is Coming, em 11 de dezembro, May conseguiu manter seu título ao vencer Shirakawa. Após a luta, May foi interrompida por Storm, que retornou após uma pausa de quase quatro meses na AEW, depois de perder o Campeonato Mundial Feminino da AEW para May. Storm agiu como se estivesse se juntando à AEW pela primeira vez, interpretando sua persona de "Rockstar". No Dynamite: Maximum Carnage em 15 de janeiro de 2025, Storm venceu uma luta Casino Gauntlet para garantir uma oportunidade pelo título contra May. No Collision: Homecoming, no dia 25 de janeiro, durante um confronto cara a cara com May, Storm revelou que sua atuação era uma farsa e que ela sempre foi "Timeless". No Grand Slam Australia, no dia 15 de fevereiro, May perdeu o Campeonato Mundial Feminino da AEW para Storm, encerrando seu reinado de 174 dias. No Revolution, no dia 9 de março, May falhou em derrotar Storm em uma revanche pelo título em uma luta Falls Count Anywhere, que foi promovida como uma "Hollywood Ending", encerrando a rivalidade entre elas e sendo essa a última luta de May na AEW.
Em 30 de maio de 2025, a saída de May da AEW foi sinalizada com a remoção de seu perfil da página de plantel da empresa no site, embora nenhuma confirmação oficial tenha sido dada até o momento.

### WWE (2025–presente)
May fez sua estreia surpresa na WWE no episódio de 3 de junho de 2025 do NXT, onde confrontou a campeã feminina do NXT, Jacy Jayne. No episódio seguinte, ela passou a adotar o novo nome de ringue Blake Monroe.

## Outras mídias
Fora do wrestling profissional, Mead também é uma modelo profissional e já trabalhou com o WWE Shop, além de marcas de moda britânicas como Misspap, Miss Bardot, entre outras.
Em 16 de janeiro de 2017, Mead lançou seu canal no YouTube, oferecendo um olhar sobre seu mundo que mistura wrestling, moda, jogos e fitness. Em 14 de junho de 2020, Mead iniciou seu canal na Twitch, onde realiza transmissões ao vivo, bate-papos e joga com sua comunidade, conhecida como House May.
Em outubro de 2021, Mead se juntou ao elenco da série de comédia de wrestling Deep Heat, da ITV2, interpretando o papel de Roxy. O sitcom de seis episódios estreou em 28 de março de 2022.
Em julho de 2022, Mead fez trabalho como modelo no Calgary's Cowboys Music Festival 2022 e também para a marca Freddy by Livify Clothing. Mais tarde, naquele mês, ela foi escalada para o papel de "First Smiler" na produção da Faithful Films, Granny DJ.

## Títulos e prêmios
- All Elite Wrestling
  - Campeonato Mundial Feminino da AEW (1 vez)
  - Women's Owen Hart Cup (2024)
- Apex Pro Wrestling
  - Apex Women's Championship (1 vez)
- Pro Wrestling Illustrated
  - PWI a colocou na #9ª posição das 250 melhores lutadoras individuais no PWI Women's 250 em 2024[65]
- Slammasters Wrestling
  - Slammasters Women's Championship (1 vez)
- Ultimate Pro Wrestling UK
  - Big League Wrestling Women's Championship (1 vez)
- United Wrestling UK
  - United Wrestling UK Championship (1 vez)
- World Wonder Ring Stardom
  - Goddesses of Stardom Championship (1 vez) – com Mina Shirakawa